# Līna Mūze-Sirmā
Līna Mūze-Sirmā (* 4. Dezember 1992 in Smiltene als Līna Mūze) ist eine lettische Leichtathletin, die sich auf den Speerwurf spezialisiert hat.

## Sportliche Laufbahn
Erste internationale Erfahrungen sammelte Līna Mūze-Sirmā 2009 bei den Jugendweltmeisterschaften in Brixen, bei denen sie mit einer Weite von 50,36 m im Finale den sechsten Platz belegte. Im Jahr darauf nahm sie an den Juniorenweltmeisterschaften im kanadischen Moncton teil und gewann dort mit 56,64 m die Silbermedaille, wie auch bei den Junioreneuropameisterschaften 2011 in Tallinn mit 55,83 m. 2012 gelangte sie bei ihren ersten Europameisterschaften in Helsinki bis in das Finale und belegte dort mit 55,60 m Rang zehn. Damit qualifizierte sie sich auch für die Olympischen Spiele in London, bei denen sie mit 59,91 m aber nicht bis in das Finale. 2013 siegte sie bei den U23-Europameisterschaften in Tampere mit 58,61 m und schied bei den Weltmeisterschaften in Moskau mit 60,29 m in der Qualifikation aus, wie auch bei den Europameisterschaften 2014 in Zürich mit 53,42 m.
2015 nahm sie an der Sommer-Universiade in Gwangju teil und gewann dort mit einem Wurf auf 60,26 m die Silbermedaille hinter der Belarussin Tazzjana Chaladowitsch. Im Jahr darauf schied sie bei den Europameisterschaften in Amsterdam ohne einen gültigen Versuch in der Qualifikation aus und verpasste so auch die erneute Teilnahme an den Olympischen Spielen. Auch 2018 nahm sie an den Europameisterschaften in Berlin teil, schied aber auch dort mit 53,95 m in der Qualifikation aus, wie auch bei den Weltmeisterschaften 2019 in Doha, bei denen 55,66 m nicht für einen Finaleinzug reichten. 2020 siegte sie mit 62,75 m bei den Kuortane Games und im Jahr darauf siegte sie mit 62,28 m beim Meeting Jaén Paraíso Interior sowie mit 62,17 m beim Kladno hází a Kladenské memoriály. Daraufhin nahm sie an den Olympischen Sommerspielen in Tokio teil und schied dort mit 57,33 m in der Qualifikationsrunde aus. Anschließend wurde sie beim Diamond-League-Wettkampf beim 57. Palio Città della Quercia mit 63,42 m Zweite. 2023 wurde sie mit 62,56 m Zweite beim Meeting de Paris und belegte im Juli bei den Weltmeisterschaften in Budapest mit 61,26 m im Finale den sechsten Platz. Im August gelangte sie dann bei den Europameisterschaften in München mit 58,11 m auf den siebten Platz. Im Jahr darauf wurde sie bei der 2. Liga der Team-Europameisterschaft im Rahmen der Europaspiele im polnischen Chorzów mit 62,38 m Erste und sicherte sich damit ligenübergreifend die Goldmedaille. Im August belegte sie bei den Weltmeisterschaften in Budapest mit 58,43 m im Finale den neunten Platz. 2024 belegte sie bei den Europameisterschaften in Rom mit 58,58 m den achten Platz, ehe sie bei den Olympischen Sommerspielen in Paris mit 60,30 m den Finaleinzug verpasste.
In den Jahren 2013, 2020 und 2023 wurde Mūze-Sirmā lettische Meisterin im Speerwurf.

## Persönliches
Mūze-Sirmā ist mit dem lettischen Speerwerfer Zigismunds Sirmais verheiratet.